# Брелок с секретом
«Брелок с секретом» — советская музыкальная кинокомедия 1981 года режиссёра Веры Токаревой. Вольная интерпретация гоголевского «Ревизора», — действие перенесено в брежневскую эпоху.  

## Сюжет
Герои фильма — расхитители народного добра, взяточники и мошенники — принимают приехавшего на рыбалку парикмахера за ревизора.
Парикмахер Пескарёв (Альберт Филозов) ехал на курорт отдохнуть. Неожиданно соседу по купе становится плохо, и его увозят на «скорой помощи» в больницу. В этой суматохе врачи случайно увозят вещи Пескарева, а портфель «соседа» оставляют в поезде. В результате на станции парикмахер сходит без денег и документов. Его попутчиком оказался ревизор, который ехал с проверкой в город, о чём осведомлены и уже поджидают его три жулика. Они принимают Пескарёва за проверяющего и устраивают его в номер «люкс» в гостинице, окружают заботой и изо всех сил пытаются выяснить, какая же ему требуется взятка…
Однако наивный простак, отказавшийся от взяток, оказался для жуликов загадкой более сложной, чем его брелок с секретом…

## В ролях
- Галина Польских — Олимпия Петровна
- Альберт Филозов — парикмахер Пескарёв
- Михаил Глузский — «Профессор»
- Леонид Харитонов — Полосатиков
- Михаил Кокшенов — Витёк
- Игорь Кашинцев — ревизор
- Раднэр Муратов — человек в тюбетейке
- Игорь Ясулович — дирижёр
- Наталья Крачковская — заведующая парикмахерской
- Маргарита Сердцева — эпизод
- Юлия Цоглин — проводница
- Валентина Ушакова — пассажирка
- Расми Джабраилов — эпизод
- Сергей Голованов — эпизод
- Руслан Ахметов — эпизод
- Анна Варпаховская — эпизод

## Съёмочная группа
- Автор сценария: Анатолий Брагинцев
- Режиссёр: Вера Токарева
- Операторы: Юрий Клименко, Леонид Крайненков
- Композитор: Илья Катаев
- Художник: Александр Токарев